# Boí

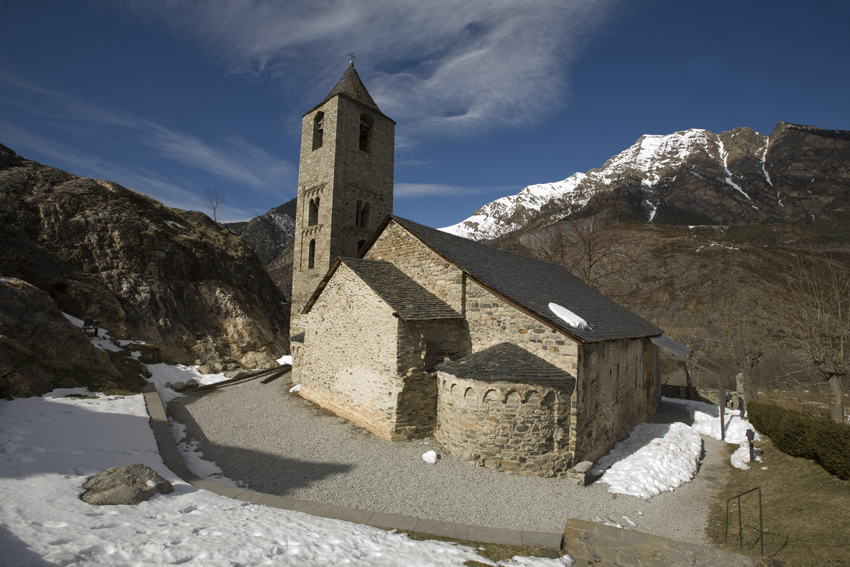
Romański kościół Sant Joan w Boí

Boí (hiszp. Bohí) – miejscowość w Hiszpanii, w Katalonii, w prowincji Lleida, w comarce Alta Ribagorça, w gminie La Vall de Boí.
Według danych INE z 2010 roku miejscowość zamieszkiwało 228 osób.
W Boí znajduje się kościół Sant Joan - jeden z dziewięciu historycznych katalońskich kościołów romańskich z doliny Vall de Boí wpisanych na listę światowego dziedzictwa UNESCO.